# Кароно Пертузела
Каро̀но Пертузѐла (на италиански: Caronno Pertusella; на ломбардски: Caron Pertusella, Карон Пертюзела) е община в Северна Италия, провинция Варезе, регион Ломбардия. Административен център на общината е град Кароно (на италиански: Caronno), който е разположен на 194 m надморска височина. Населението на общината е 17 747 души (към 2017 г.).